# Keissleriomyces sandstedeanus
Keissleriomyces sandstedeanus är en svampart som först beskrevs av Keissl., och fick sitt nu gällande namn av David Leslie Hawksworth 1981. Keissleriomyces sandstedeanus ingår i släktet Keissleriomyces, divisionen sporsäcksvampar och riket svampar.   Inga underarter finns listade i Catalogue of Life.